# Ruta Centro Europa Atlántico

Trazado de los ramales de la RCEA en Francia

La Ruta Centro Europa Atlántico (RCEA) es un gran enlace transversal este-oeste destinado a abrir la costa atlántica al valle del Ródano y a la red de autopistas del este de Francia (en Mâcon y Chalon-sur-Saône). La CIADT del 18 de diciembre de 2003 reafirmó el interés de una rápida realización de la RCEA en un objetivo de servicio equilibrado de los territorios y tenía previsto liberar 128 000 000 € de créditos adicionales a los contratos del plan para acelerar la construcción de los mismos en particular entre la  A 20  y la  A 71 .
La Ruta Centro Europa Atlántico se divide en cuatro grandes secciones :
- La conexión entre la autopista  A 71  en Montmarault y las autopistas  A 6  y  A 406  en Mâcon y Chalon-sur-Saône por las nacionales  N 70 ,  N 79  y  N 80  y  A 719
- La conexión entre la autopista  A 20  en La Croisière y la autopista  A 71  en Montluçon por la  N 145  y la autopista  A 714 .
- La conexión entre la autopista  A 10  en Saintes y la autopista  A 20  en Limoges por las nacionales  N 520  y  N 141  y su extensión hasta Royan por la  N 150 , y La Rochelle por la  A 837 , así como a Burdeos por la  N 10  después de Angoulême.
- La conexión entre la autopista  A 20  en Limoges, la  A 10  en Poitiers y la  A 87  por las nacionales  N 147  y  N 149  así como su extensión a Nantes por la  N 249 .

Otras secciones o carreteras más pequeñas son parte de la Ruta Centro Europa Atlántico:
- La  A 36  de Besançon a Beaune, así como el cruce con la  A 6  proporcionado por la  A 31 . Este tramo está cedido a las autopistas "Paris-Rhin-Rhône" (APRR) y de peaje.
- La  A 6  de Beaune a Chalon-sur-Saône, también concedida a "París-Rhin-Rhône" y de peaje.
- La  A 71  entre Montluçon ( A 714 ) y la   11  en Montmarault (futura  A 79 , actualmente  N 79 ). Al igual que los tramos pertenecientes a la  A 6  y la  A 36 , está concedido a APRR y de peaje.
- La  D 951  (Alto Vienne y Charente) entre Bellac y Chasseneuil-sur-Bonnieure, aunque esta carretera cada vez más desarrollada actualmente, sólo se considera una carretera alternativa.
- La  A 837  (concedida a "Autoroutes du Sud de France" y de peaje), su ampliación a Saintes ( A 10 , también concedida a ASF y de peaje) y a La Rochelle ( D 137  (Charente Marítimo) y  N 137 ).
- La  N 11  y  N 248  entre La Rochelle y Niort (futura  A 810 ) así como su extensión a Poitiers ( A 10  cedida a las "Autoroutes du Sud de France" y de peaje).

## Descripción del trazado
Presentación del trazado actual:
- Sección Noreste : Besançon - Dole - Beaune - Chalon-sur-Saône - Montceau-les-Mines - Paray-le-Monial (A 36, A 31, A 6, N 80, N 70).
- Sección Sureste : Ivrea - Túnel del Mont Blanc - Ginebra o Lausana (Suiza) - Ginebra, común a los dos trazados: Ginebra - Bourg-en-Bresse - Mâcon - Paray-le-Monial (A 5 (Italia)), Túnel del Mont Blanc, N 205, A 40 o A 1 (Suiza), A 41 común a las dos rutas: A 40, A 406, N 79).
- Sección central : Paray-le-Monial - Moulins - Montluçon - Guéret - La Souterraine (N 79, A 79, A 71, A 714, N 145)
- Sección Noroeste : La Souterraine - Bellac - Poitiers - Parthenay - Bressuire - Cholet - Nantes (N 145, N 147, N 149 y N 249)
- Section Suroeste : La Souterraine - Limoges - Saint-Junien - La Rochefoucauld - Angulema - Cognac - Saintes - La Rochelle (A 20 - N 141 - N 150 / A 10 - A 837 - D 137 (Charente Marítimo) - N 137)

Otras secciones: 
- Bellac - La Rochefoucauld (D 951 (departamento de Alto Vienne y Charente))
- Poitiers - Niort - La Rochelle (A 10 - N 11)
- Limoges - Bellac (N 147)

## Futuro
Cuatro ramas de la Ruta Centro Europa Atlántico, las más importantes, se espera que haya al menos 2 x 2 carriles en su totalidad. 
Estos son: 
- Noreste: Besançon - Paray-le-Monial
- Sureste: Lausana / Ivrea - Paray-le-Monial
- Central : Paray-le-Monial - La Souterraine
- Suroeste: La Souterraine - La Rochelle)

Para el ramal suroeste, la ruta se ha modificado y ahora pasa por Limoges y la  A 20 , la  N 520  y la  N 141  en lugar de la más directa  D 951  (a través de Bellac y Confolens) por varias razones, en particular el costo pero también política.
El ramal Noroeste también será sin duda alguna de 2 x 2 carriles algún día, pero la incertidumbre aún reina en el tramo entre Poitiers y Limoges. 
De hecho, aún existen dudas sobre la ampliación de la  A 83  al ramal suroeste ( N 141 ). 
Si este último proyecto viera la luz, el paso por Niort sería más ventajoso para el automovilista, pero en detrimento del servicio a Poitiers.
Con el fin de acelerar su mejoramiento a carriles de 2 x 2, la situación se vuelve cada vez más crítica, en particular por la invasión de vehículos pesados aprovechando el uso gratuito del eje frente a la  A 89  de peaje, la puesta en concesión de parte del ramal central dará lugar a la  A 79 . La carretera en cuestión es la  N 79  en el departamento de Allier, entre Montmarault y Digoin.
Por el contrario, la  N 70  y la  N 80  entre Paray-le-Monial y Chalon-sur-Saône (ramal Nordeste), así como la  N 79  en Saona y Loira entre Digoin y Mâcon (ramal Sureste) estarán totalmente modernizado a una autopista de 2 x 2 carriles, gracias a la implementación de un programa específico decidido por el Estado a finales de 2013 y que debería estar terminado hacia el 2030.
- La N 141 / E 603
- En Malvieille (Moulidars).
- En Fontafie.
- En La Péruse.

- La N 79 / E62
- Entre las salidas 3 (Charnay-lès-Mâcon) y 4 (La Roche-Vineuse).
- Alrededor de la salida 14 (Paray-le-Monial-este).